# Бомбајска мачка
Бомбајска мачка је раса мачке настала укрштањем америчке краткодлаке мачке и бурманске мачке. Одликују је кратка длака и црна боја крзна. За бомбајску мачку се користи и назив црна бурманска мачка и надимак „мини-пантер”.

## Опис
Лице је умерено клинастог облика. На шапама и рубу око очију има јастучиће. Црне је боје, ретко може бити и тамносмеђа.
Уши су јој веће него код обичних мачака, заобљене су на врховима и незнатно закривљене према напред. Реп јој је дугачак, леђа равна, а тело мишићаво и чврсто.